# The Pioneer
The Pioneer est un journal de l'Inde en langue anglaise. Il est publié à Delhi, Lucknow, Bhubaneswar, Kochi, Bhopal, Chandigarh et Dehradun. L'éditeur actuel du journal est Chandan Mitra. 

## Histoire
The Pioneer a été fondé à Allahabad en 1865 par George Allen, un Anglais qui avait eu un grand succès dans le commerce du thé dans le nord-est de l'Inde dans la décennie précédente.  Il a été publié trois fois par semaine de 1865 à 1869 et quotidiennement par la suite. En 1866, un supplément, le Pioneer Mail, consistant en “48 pages de taille in-quarto, surtout d'annonces, a été ajouté à l'édition.  En 1872, Alfred Sinnett est devenu l'éditeur du journal. Bien qu'il ait été connu ultérieurement pour son intérêt dans la théosophie, il a surveillé la transformation du journal dans sa capacité a exercer une grande influence dans l'Inde britannique. En 1874, l'hebdomadaire Pioneer Mail est devenu le Pioneer Mail and India Weekly News et a aussi commencé à publier des nouvelles et des récits de voyage. The Pioneer est devenu réputé pour sa perspective politiquement conservatrice, et, par exemple, a dénoncé Lord Irwin (Gouverneur général des Indes 1926-31) comme un « Bolshevik » en réponse à l'approche modérée de ce dernier au mouvement nationaliste indien.[réf. nécessaire] L'auteur Rudyard Kipling (1865-1936), au début des années 1920, a travaillé au bureau de presse à Allahabad comme éditeur auxiliaire de novembre 1887 à mars 1889. 
Au mois de juillet 1933, The Pioneer a été vendu à un syndicat et déplacé d'Allahabad à Lucknow, moment où aussi le Pioneer Mail and India Weekly News a cessé d'être édité. Le journal est resté basé principalement à Lucknow jusqu'aux années 1990, quand il a été acheté par le Groupe de Thapar, sous la direction de L. M. Thapar. Il s’est ensuite développé pour être publié en des emplacements multiples de l'Inde, y compris Delhi.